# Sans attendre
Albums de Céline Dion
Taking Chances World Tour: The Concert
(2010) Loved Me Back to Life
(2013)
Singles
1. Parler à mon père
Sortie : 2 juillet 2012
2. Le Miracle
Sortie : 12 novembre 2012
3. Qui peut vivre sans amour ?
Sortie : 8 mars 2013
4. Celle qui m'a tout appris
Sortie : 29 avril 2014

Sans attendre est le trente-et-unième album de Céline Dion, sorti le 2 novembre 2012. Il est le deuxième album le plus vendu de l'année 2012 en France.

## Caractéristiques de l'album

### Écriture, réalisation des chansons et influences
Sur les quinze pistes annoncées, l'album propose Rien que toi, devenu Que toi au monde de Luc Plamondon, Moi quand je pleure de Maxime Le Forestier, Je n’ai pas besoin d’amour de Jean-Pierre Ferland ainsi qu'un duo virtuel avec Henri Salvador : Tant de temps qui est l'un des inédits sur lequel le chanteur travaillait avant de les écarter pour enregistrer Chambre avec vue en 2000. La mer et l'enfant est signée par Marsaud, alias Grand Corps Malade et les titres Si je n’ai rien de toi ainsi que Qui peut vivre sans amour ? sont de David Gategno. L'amour peut prendre froid est interprété en duo avec Johnny Hallyday,. Il fait également partie des titres de l'album L'Attente du chanteur.

### Pochette et graphisme
La pochette de l'album est dessinée par Aurore d'Estaing, la nièce de l'ancien président Valéry Giscard d'Estaing.
Au dévoilement de la pochette, le public découvre une Céline Dion de bande dessinée. La chanteuse est entourée d’objets qui font sa vie d’artiste, de femme et de mère, une clef de sol, un doudou, des escarpins et un biberon.

## Critiques
Le 30 octobre 2012, le site officiel de la chanteuse propose l'album en écoute avant la sortie officielle. Quelques heures plus tard, les premières critiquent tombent.
Le Matin cite : « Avec sa pochette dessinée et naïve, on croirait le dernier album de Céline Dion destiné aux enfants. L’impression est trompeuse. Il parle de filiation, porté en français par des mélodies tendres et des textes finement ciselés. Ici, la vamp calibrée Vegas s’efface. Elle fait place à la femme, à la fois enfant, amoureuse et maman. Un très beau disque à découvrir. »
Le site de musique Justmusic : « À ce qu’on en entend, il s’avère fort prometteur et Céline Dion signe ainsi un grand retour qui ne pourra être que gagnant avec ce nouvel opus francophone. » « La voix toujours aussi sublime, juste, assurée et d’une technique irréprochable. »
Pour le site Le Télégramme, l'album regroupe de « douces ballades qui magnifient la voix de l'artiste. »
Le site de musique Quai Baco : « Sans attendre se laisse donc écouter mais ne laissera pas de souvenirs impérissables. Quelques chansons superflues, et quelques autres qui sont des singles en puissance : une inégalité peut-être due au trop grand nombre d’auteurs/compositeurs collaborant sur cet album. On regrette un peu le temps de D’eux avec notre Jean-Jacques Goldman national… »
La presse canadienne, de son côté, qualifie l'album de « inégal », affirmant que « Sans attendre n'est pas le disque qu'on attendait », où « les grandes chansons y côtoient malheureusement des choses prévisibles, sinon banales ».
Selon le site PureCharts, « Céline Dion livre un album personnel, intime même, confiant ses attentes de mère, ses besoins de femme et chantant son expérience de la vie à travers 16 titres qui, pour partie, ne laisseront malheureusement pas un souvenir impérissable. »
Le site All Music cite : « Sans Attendre makes for one of her better albums of recent memory. »

## Promotion
Le 1er octobre 2012, pour le lancement de Sans attendre, Céline Dion présente son album aux médias au club de golf Le Mirage, à Terrebonne.
Le site officiel propose juste avant la sortie, soit du 30 octobre 2012 au 4 novembre 2012, une écoute intégrale de l'album.
Le 3 novembre 2012, la chaîne belge La Une du groupe Radio-Télévision belge de la Communauté française (RTBF) diffuse un entretien depuis Montréal dans le magazine pipolo-culturel Flash d’Élodie de Sélys et de Cathy Immelen.
Le 4 novembre 2012, la chaîne québécoise TVA diffuse une émission spéciale produite par les Productions J Céline Dion… sans attendre dont l'enregistrement a lieu le 15 octobre 2012 dans les studios de la rue Maisonneuve Est. Avec 57,9 % de parts de marché, ce spécial réunit 2 386 000 téléspectateurs. Le même jour, Céline Dion accorde un entretien télévisé au magazine d’information de TF1 Sept à huit. Le lendemain, la radio française France Bleu célèbre la sortie de l'album et propose à ses auditeurs de passer « Une journée avec Céline Dion ». De 5h à minuit, à chaque heure, la radio fait découvrir une des chansons de l’album. En complément est diffusée une entrevue accordée à la journaliste Claude Nadeau lors de son passage au Québec.
Le 11 novembre 2012, David Lantin et Claire Nevers présentent une nouvelle édition d’Absolument Stars sur M6 consacrée à Céline Dion. Le même jour, Céline passe sur le plateau de Tout le monde en parle sur Radio-Canada pour une interview. À l'issue de cette entrevue, elle interprète Je n'ai pas besoin d'amour pour promouvoir l'album.
Le 24 novembre 2012, France 2 diffuse une émission de variétés en première partie de soirée : Céline Dion, le grand show. Produite par la société Carson Prod et tournée aux Studios d'Aubervilliers sur un plateau de 1 300 m2, ce programme est préparé et présenté par la chanteuse avec Véronic DiCaire et Michel Drucker en coprésentateurs. Céline Dion, Le Grand Show attire 4,85 millions de téléspectateurs, soit 23,2 % de parts de marché, samedi soir sur France 2. Cette émission est rediffusée sur le réseau TV5MONDE FBS de TV5 Monde en deux parties. La diffusion de la première a lieu le 1er mars 2013 et la 2e a lieu le 8 mars 2013.
Le 2 décembre 2012, Céline passe dans Vivement dimanche sur France 2 et sur France 3 une émission Chabada - Spécial Céline Dion est diffusée,.
Le 17 décembre 2012, France 3 diffuse Céline Dion : en toute intimité présentée par Daniela Lumbroso.
Le 20 décembre 2012, NRJ 12 consacre sa soirée pour une émission spéciale We Love Celine en deuxième partie de soirée. Avec cette chaîne, Céline touche un public différent et surtout plus jeune. Pour exploiter au maximum cette émission d'un point de vue promotionnel, elle est rediffusée sur NRJ 12 le 22 décembre 2012 dans l'après-midi et sur Chérie 25 le 1er janvier 2013 en prime-time. Cette émission est diffusée également en Belgique, le 25 décembre 2012 en première partie de soirée sur RTL-TVI.
Le 23 décembre 2012, c'est sur la chaîne généraliste suisse, RTS Un, que Céline passe une entrevue avec Darius Rochebin dans l'émission Pardonnez-moi. Le même jour mais aussi le 24 décembre 2012, RTS Deux rediffuse l'entrevue de l'émission Pardonnez-moi. RTS Deux est une chaîne à destination des jeunes et du sport et permet ainsi de toucher un public différent.
Le 12 janvier 2013, France 2 propose un nouveau numéro du programme Simplement pour un soir présentée par Patrick Sabatier, où Céline interprète Ne me quitte pas. Avec 15,6 % de parts de marché, cette émission réunit 3,43 millions de téléspectateurs. Céline chante également son titre Le Miracle issu du spectacle Céline Dion, le grand show.
Le 20 janvier 2013, c'est sur France 2 que Céline chante Le Miracle dans l'émission Vivement dimanche du présentateur Michel Drucker.
Céline Dion présentera son album lors d'une mini Tournée Sans Attendre cet été à Québec (le 27 juillet 2013) sur les Plaines d'Abraham, en Belgique et en France fin 2013.

## Ventes et certifications
Dès sa première semaine en France, l'album démarre no 1 des ventes, avec près de 96 000 exemplaires écoulés. Au Canada, l'album entre directement à la 1re place, ce qui est rare pour un album français, et se vend à 92 000 exemplaires. Au Québec, c'est l'album le plus vendu des cinq dernières années pour une première semaine. Au total, 208 000 copies se vendent la première semaine, permettant à l'album de devenir no 2 au classement mondial.
En Italie, l'album atteint la 20e place. Aucun album français de Céline Dion ne s'était hissé si haut dans les charts italiens.
En Wallonie (Belgique), l'album atteint la 1re place pendant quatre semaines non-consécutives, ce qui n'était plus arrivé depuis la sortie de l'album All The Way... A Decade of Song en 1999.
Le 26 novembre, à sa troisième semaine d’exploitation, l'album est certifié 3×platine au Canada avec 240 000 unités. En un mois, les ventes dépassent les 500 000 exemplaires dans le monde. Mi-décembre, Sans Attendre est certifié disque de diamant dans l'Hexagone pour ses 500 000 exemplaires mis en place (il s'est alors vendu à 302 470 exemplaires). Le mardi 17 décembre, pour sa sixième semaine d'exploitation, l'album se vend à 77 850 exemplaires, gonflant le total à 380 000 exemplaires en France et monte en 2e place du Top Album, mais aussi à la 17e place du classement mondial. En 7e semaine, Sans attendre remonte à la 1re place du Top album avec 140 718 exemplaires, atteignant un total de 520 000 copies vendues dans l'Hexagone. Le 4 janvier, 570 000 copies se sont distribuées en France et 860 000 au monde.
L'album est un succès en France et dans les pays francophones. Il atteint le nombre de 1,5 million de ventes début novembre 2013, dont 800 000 en France et 300 000 au Canada.

## Singles
Le premier single extrait de l'album est Parler à mon père. Il sort le 2 juillet 2012 en téléchargement et se place directement à la première place au Québec. Le clip est lancé le 5 septembre 2012.
Le deuxième single de l'album est Le Miracle. La vidéo est lancée le 20 novembre 2012 sur le site officiel.
Le troisième single tiré de l'album est Qui peut vivre sans amour ?.
Le quatrième single tiré de l'album est Celle qui m'a tout appris, lancé aux radios québécoises le 29 avril 2014.

## Liste des titres
| No  | Titre                                                 | Auteur                                                  | Producteur(s)                    | Durée |
| --- | ----------------------------------------------------- | ------------------------------------------------------- | -------------------------------- | ----- |
| 1.  | Parler à mon père                                     | Jacques Veneruso                                        | Veneruso, Patrick Hampartzoumian | 2:53  |
| 2.  | Le Miracle                                            | Marie Bastide, Gioacchino Maurici                       | Veneruso, Hampartzoumian         | 3:55  |
| 3.  | Qui peut vivre sans amour ?                           | Élodie Hesme, David Gategno                             | Gategno, Julien Schultheis       | 3:25  |
| 4.  | L'amour peut prendre froid (Duo avec Johnny Hallyday) | Christophe Miossec, Mary Ann Redmond, Todd Edgar Wright | Yvan Cassar                      | 3:27  |
| 5.  | Attendre                                              | Hesme, Gategno                                          | Gategno                          | 3:25  |
| 6.  | Une chance qu'on s'a (Duo avec Jean-Pierre Ferland)   | Jean-Pierre Ferland, Alain Leblanc                      | Scott Price                      | 3:30  |
| 7.  | La Mer et l'Enfant                                    | Fabien Marsaud, Gategno                                 | Gategno                          | 3:06  |
| 8.  | Moi quand je pleure                                   | Maxime Le Forestier, Stanislas                          | Stanislas                        | 3:49  |
| 9.  | Celle qui m'a tout appris                             | Nina Bouraoui, Veneruso                                 | Veneruso, Thierry Blanchard      | 3:49  |
| 10. | Je n'ai pas besoin d'amour                            | Jean-Pierre Ferland, Daniel Mercure                     | Veneruso, Blanchard              | 3:31  |
| 11. | Si je n'ai rien de toi                                | Hesme, Gategno                                          | Gategno                          | 3:58  |
| 12. | Que toi au monde                                      | Luc Plamondon, Davide Esposito                          | Veneruso, Blanchard              | 3:49  |
| 13. | Tant de temps (Duo avec Henri Salvador)               | Sylvain Lebel, Christian Loigerot                       | Veneruso, Blanchard              | 4:05  |
| 14. | Les Petits Pieds de Léa                               | Marianne L'Heureux, Sophie Vaillancourt                 | Scott Price                      | 3:58  |

| 15. | Ne me quitte pas   | Jacques Brel                                   | Claude Lemay             | 4:14 |
| 16. | Les Jours comme ça | François Welgryn, William Rousseau, Rod Janois | Veneruso, Hampartzoumian | 3:03 |

## Distribution
| Pays         | Date             | Format | Label      | Catalogue                                                   |
| ------------ | ---------------- | ------ | ---------- | ----------------------------------------------------------- |
| Allemagne    | 2 novembre 2012  | CD     | Columbia   | 88725453152 (édition standard) 88725457462 (édition deluxe) |
| Autriche     | 2 novembre 2012  | CD     | Columbia   | 88725453152 (édition standard) 88725457462 (édition deluxe) |
| Belgique     | 2 novembre 2012  | CD     | Columbia   | 88725453152 (édition standard) 88725457462 (édition deluxe) |
| Finlande     | 2 novembre 2012  | CD     | Columbia   | 88725453152 (édition standard) 88725457462 (édition deluxe) |
| Pays-Bas     | 2 novembre 2012  | CD     | Columbia   | 88725453152 (édition standard) 88725457462 (édition deluxe) |
| Suisse       | 2 novembre 2012  | CD     | Columbia   | 88725453152 (édition standard) 88725457462 (édition deluxe) |
| Canada       | 5 novembre 2012  | CD     | Columbia   | 88725453152 (édition standard) 88725457462 (édition deluxe) |
| France       | 5 novembre 2012  | CD     | Columbia   | 88725453152 (édition standard) 88725457462 (édition deluxe) |
| Hong Kong    | 5 novembre 2012  | CD     | Columbia   | 88725453152 (édition standard) 88725457462 (édition deluxe) |
| Royaume-Uni  | 5 novembre 2012  | CD     | Columbia   | 88725453152 (édition standard) 88725457462 (édition deluxe) |
| Taïwan       | 6 novembre 2012  | CD     | Columbia   | 88725453152 (édition standard) 88725457462 (édition deluxe) |
| Pologne      | 6 novembre 2012  | CD     | Sony Music | 88725453152 (édition standard) 88725457462 (édition deluxe) |
| Corée du Sud | 13 novembre 2012 | CD     | Sony Music | 88725453152 (édition standard) 88725457462 (édition deluxe) |

## Classements
| Pays               | Meilleure position | Certification | Ventes    |
| ------------------ | ------------------ | ------------- | --------- |
| Allemagne          | 44                 |               |           |
| Autriche           | 47                 |               |           |
| Belgique Flandres  | 19                 |               |           |
| Belgique Wallonie  | 1                  | 2x Platine    | 60 000    |
| Canada             | 1                  | 3x Platine    | 300 000   |
| Corée du Sud       | 58                 |               |           |
| Finlande           | 40                 |               | 1 000     |
| France             | 1                  | Diamant       | 800 000   |
| Grèce              | 11                 |               | 5 000     |
| Hongrie            | 13                 |               | 1 000     |
| Italie             | 20                 |               | 5 000     |
| Pays-Bas           | 20                 |               | 5 000     |
| Pologne            | 8                  | Or            | 10 000    |
| Portugal           | 27                 |               | 1 000     |
| Québec             | 1                  |               |           |
| République tchèque | 32                 |               | 1 000     |
| Royaume-Uni        | 158                |               | 5 000     |
| Suède              | 49                 |               | 1 500     |
| Suisse             | 2                  | Or            | 45 000    |
| Monde              | 2                  |               | 1 500 000 |